# Coelorinchus bollonsi
Coelorinchus bollonsi es una especie de pez de la familia Macrouridae en el orden de los Gadiformes.

## Hábitat
Es un pez bentopelágico y de aguas  templadas que vive hasta 392 m de profundidad.

## Distribución geográfica
Es un endemismo de Nueva Zelanda.